# Dzifa Gomashie
Dzifa Gomashie es una actriz, productora, guionista de cine y política ghanesa. Fue Viceministra de Turismo en el Congreso Nacional Democrático (NDC) durante su mandato entre 2013 y 2017 cuando John Dramani Mahama era presidente. Es candidata parlamentaria del NDC en el distrito electoral de Ketu South y reina madre en el área tradicional de Aflao.

## Biografía
Gomashie nació en Acra, hija de Patrick Dotse Gomashie y Helen Gomashie. Estudió en el St. Louis Senior High School en Kumasi, la Universidad de Ghana y el Instituto de Estudios Africanos de la universidad.

## Carrera profesional
Debutócomo actriz en 1985 cuando se unió a Talents Theatre Company. Ha aparecido en obras de teatro como Black Star, Mambo, Chaka the Zulu, Jogolo y The Third Woman. También ha protagonizado películas como Ghost Tears, House of Pain, Heart of Gold y  producciones estudiantiles del National Arts NAFTI.

## Política
En 2013, fue nominada y designada para el cargo como viceministra de Turismo, Arte y Cultura por el presidente John Dramani Mahama, cargo que ocupó hasta que su partido, el NDC perdió las elecciones en 2017.
En 2019, ganó la candidatura para representar a la circunscripción de Ketu South en el Congreso Nacional Democrático (NDC) en las elecciones de 2020.

## Vida personal
Estaba casada con el fallecido Martin KG Ahiaglo. No tuvieron hijos juntos, aunque ella tuvo un hijo de una relación anterior.

## Reconocimientoss
Fue honrada en los 3Music Awards por su logro en la industria del entretenimiento en Ghana.